# Фульвета чагарникова
Фульве́та чагарникова (Fulvetta manipurensis) — вид горобцеподібних птахів родини суторових (Paradoxornithidae). Мешкає в Південно-Східній Азії.

## Опис

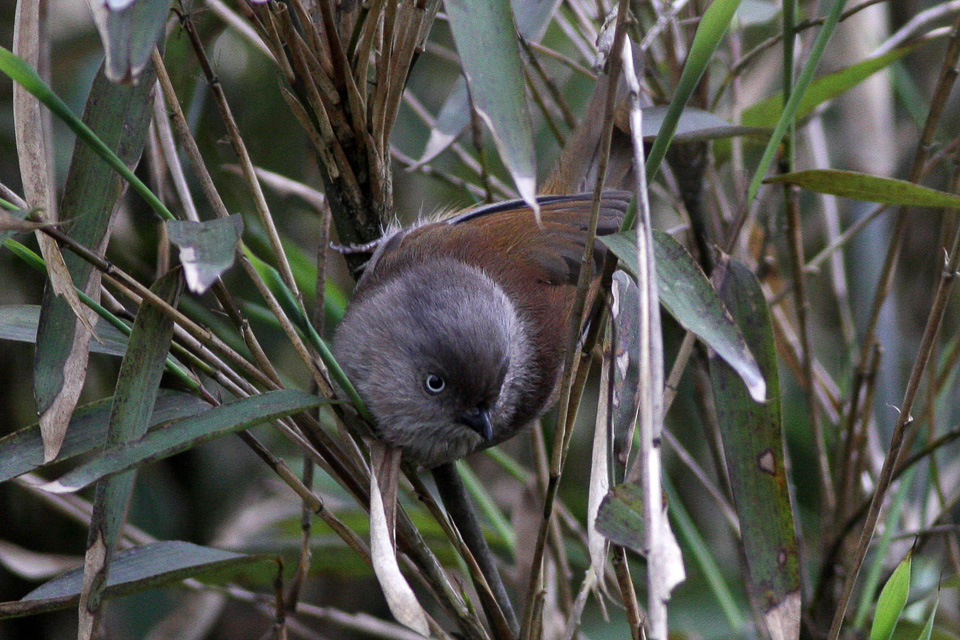
Чагарникова фульвета

Довжина птаха становить 11-13 см, вага 8-14 г. Голова сіра, тім'я поцятковане коричневими смужками, горло біле, поцятковане чорнуватими смужками. Верхня частина тіла і хвіст сірувато-бурі, крила іржасто-бурі з рудуватими краями, махові пера чорно-білі. Нижня частина тіла сіра. Очі жовтуваті, дзьоб чорнуватий, гострий.

## Підвиди
Виділяють два підвиди:
- F. m. manipurensis (Ogilvie-Grant, 1906) — Північно-Східна Індія, північно-східна М'янма, північно-західний Юньнань;
- F. m. tonkinensis (Delacour & Jabouille, 1930) — південно-східний Юньнань і північно-західний В'єтнам.

## Поширення і екологія
Чагарникові фульвети мешкають в Індії, Китаї, М'янмі і В'єтнамі. Вони живуть у вологих гірських тропічних лісах та у високогірних чагарникових заростях. Зустрічаються на висоті від 1400 до 2800 м над рівнем моря.